# Braunsia stayneri
Braunsia stayneri är en isörtsväxtart som först beskrevs av L. Bol., och fick sitt nu gällande namn av L. Bol. Braunsia stayneri ingår i släktet Braunsia och familjen isörtsväxter. Inga underarter finns listade i Catalogue of Life.